# Wazir-Khan-Moschee

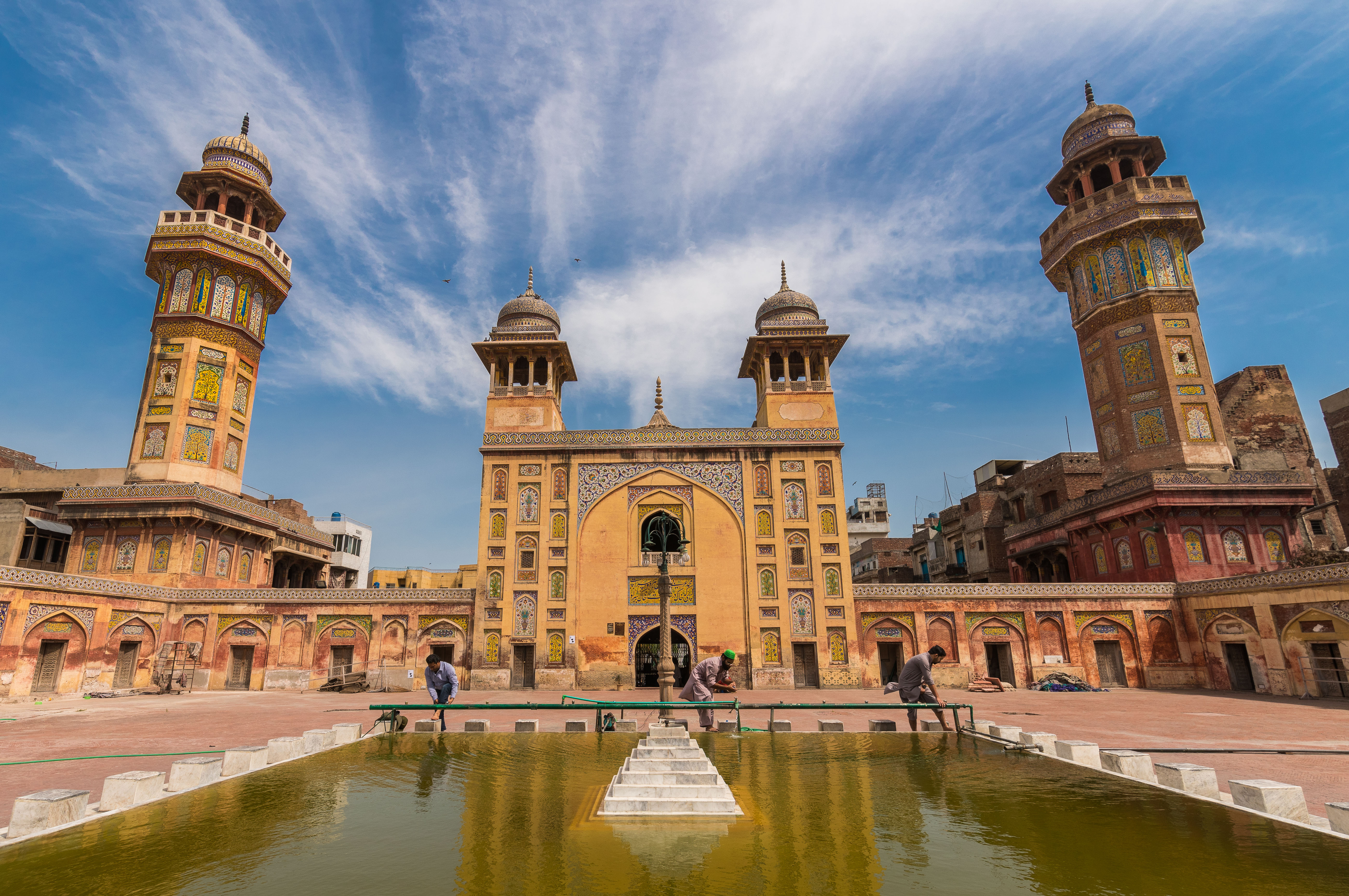
Wazir Khan-Moschee

Die Wazir-Khan-Moschee (Urdu مسجد وزیر خان Masjid Wazīr Khān) ist eine Moschee in der Altstadt (Walled City) von Lahore, Pakistan. In den Jahren 1634 bis 1641 auf Anordnung von Wazir Khan erbaut, dem Gouverneur von Punjab während der Mogulzeit. Sie gilt sie als eines der bedeutendsten Werke der indo-islamischen Sakralarchitektur der Mogulzeit und als eine der wichtigsten Sehenswürdigkeiten der Stadt. Seit 1993 befindet sich die Moschee auf der Tentativliste für das UNESCO-Welterbe. Die Moschee ist vollständig aus geschnittenen und zugerichteten Ziegeln aus Kankar-Kalk gebaut, mit einem spärlichen Gebrauch von rotem Sandstein am Tor und im Querschiff. Bekannt ist die Moschee für ihre reiche Verzierung, darunter Fayence-Fliesen, prachtvolle Fresken und Koransprüche in arabischer Kalligrafie.

## Geschichte
Wazir Khan gab die Wazir-Khan-Moschee 1634 in Auftrag, um das Grab von Miran Badshah, einem geschätzten Sufi-Heiligen, dessen Grab sich heute im Hof der Moschee befindet, zu umschließen. Vor dem Bau der Wazir-Khan-Moschee befand sich an dieser Stelle ein älterer Schrein für den Heiligen. Das Innere der Moschee wurde reich mit Fresken verziert, die eine Synthese aus Mogul- und lokalen Dekorationstraditionen darstellten, während das Äußere der Moschee mit aufwendigen Kashi-Kari-Kacheln im persischen Stil verziert wurde. Die Moschee von Wazir Khan löste die ältere Maryam-Zamani-Moschee als Hauptmoschee von Lahore für das Freitagsgebet ab.
Im 20. Jahrhundert wurde das Gebäude zunehmend baufällig. Im Jahr 1993 wurde die Moschee in die Vorschlagsliste der UNESCO für den Status eines Weltkulturerbes aufgenommen. Im Jahr 2004 begann die Provinzregierung des Punjab mit den Konservierungs- und Restaurierungsarbeiten an der Moschee. Finanzielle Unterstützung erhielten die Arbeiten von der Aga-Khan-Stiftung, USAID sowie von Norwegen und Deutschland. 2015 konnten die Restaurierungsarbeiten abgeschlossen werden.

## Galerie

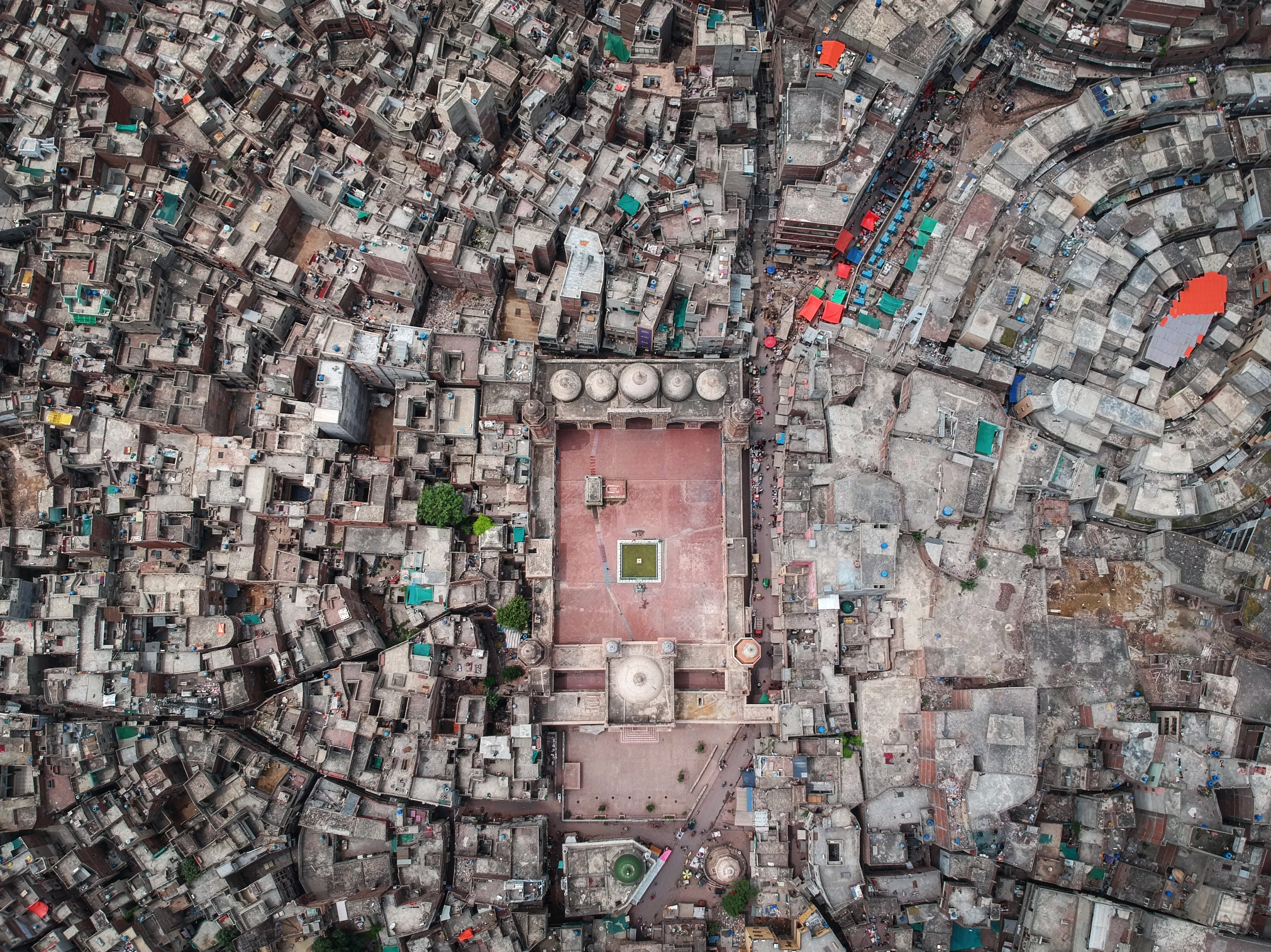
Moschee und die Walled City von oben
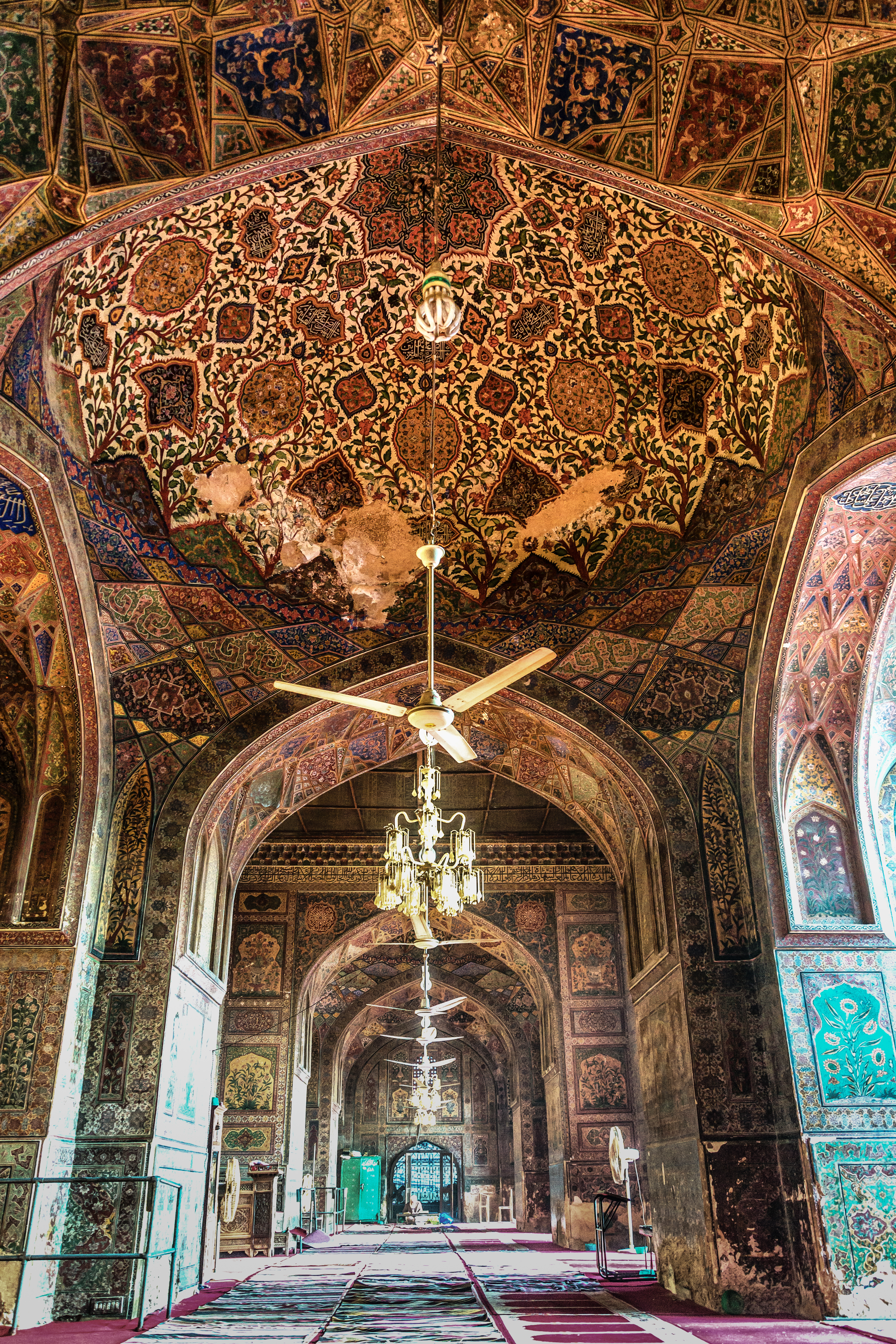
Innenraum
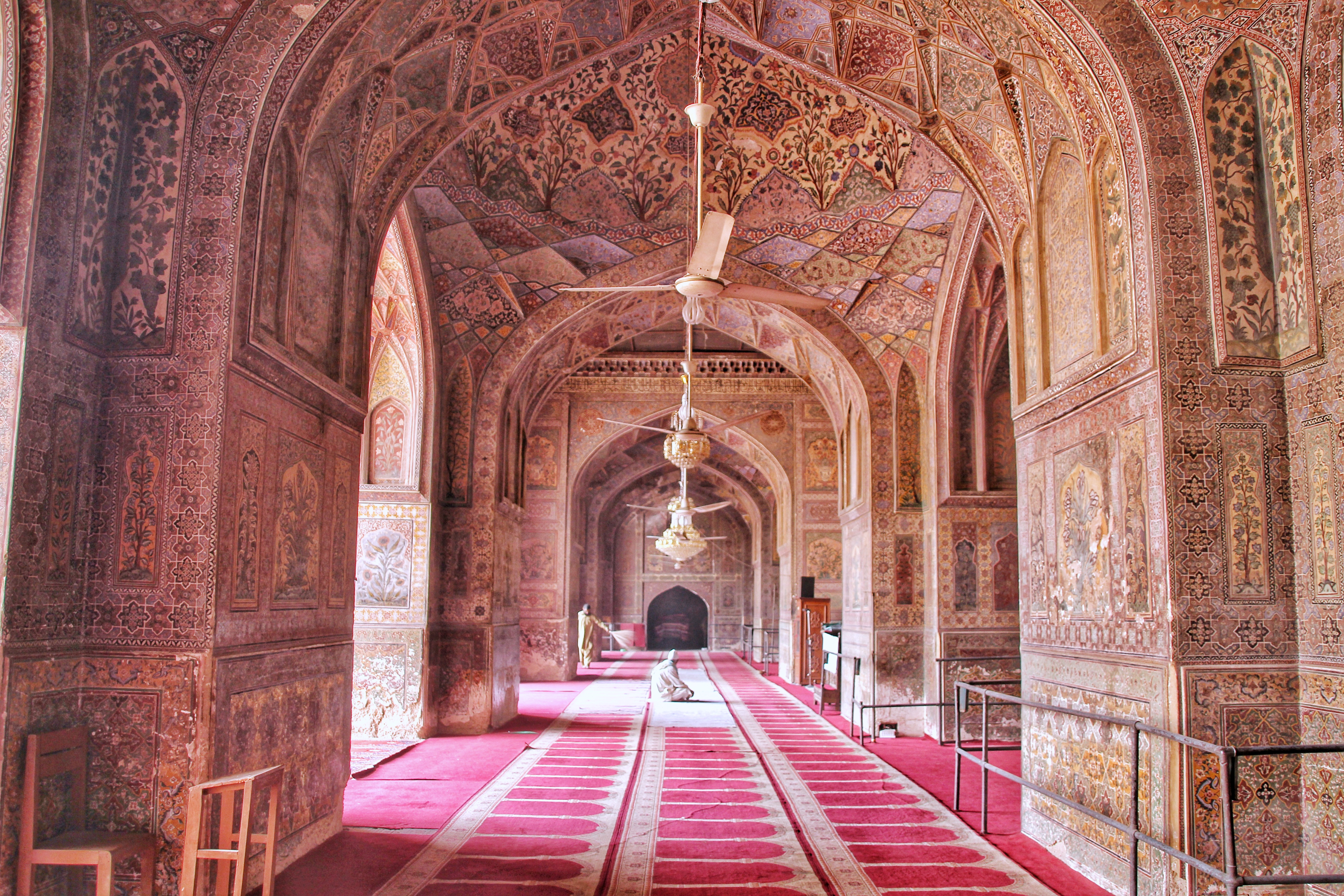
Innenraum
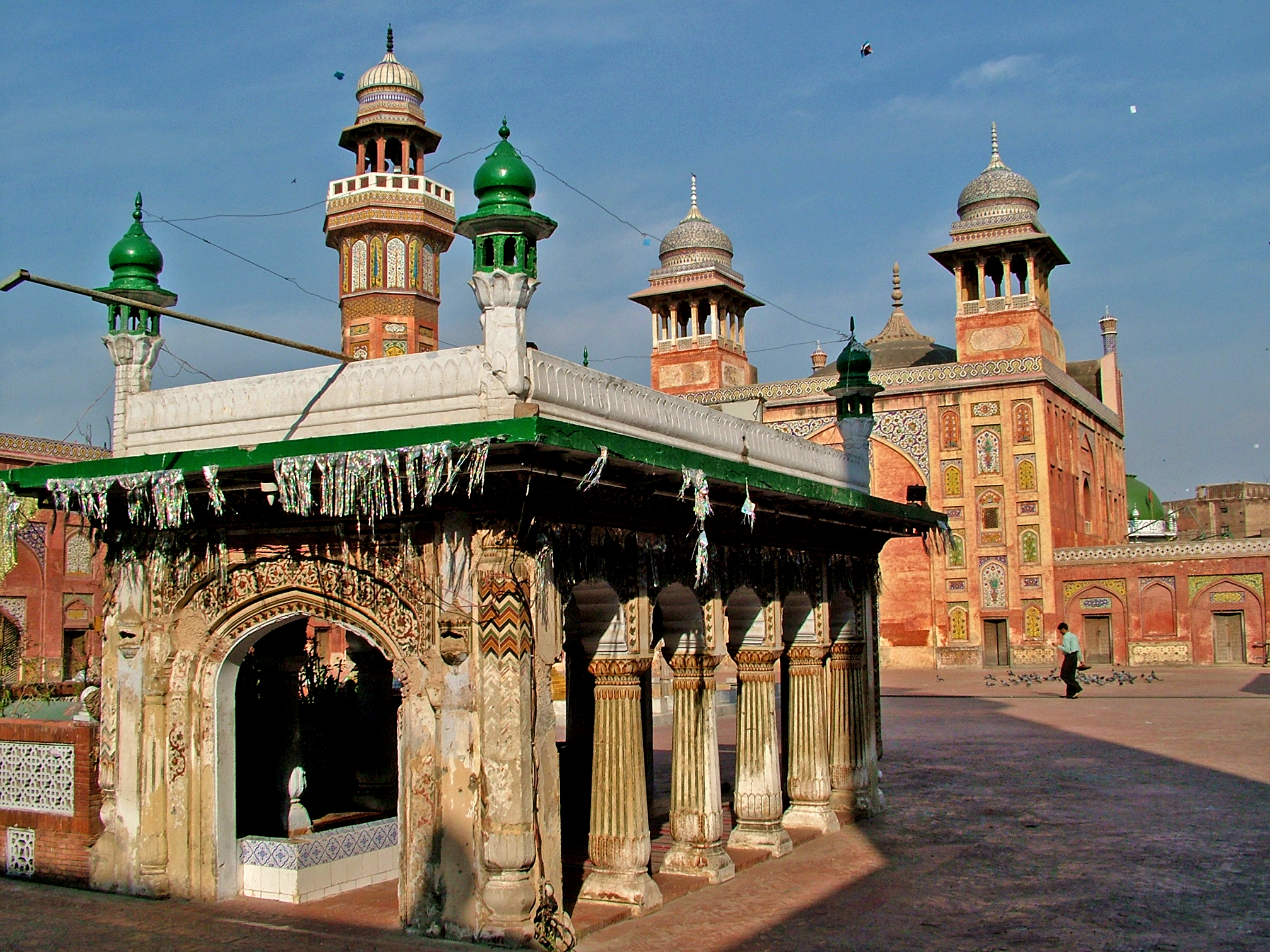
Grab von Miran Badshah
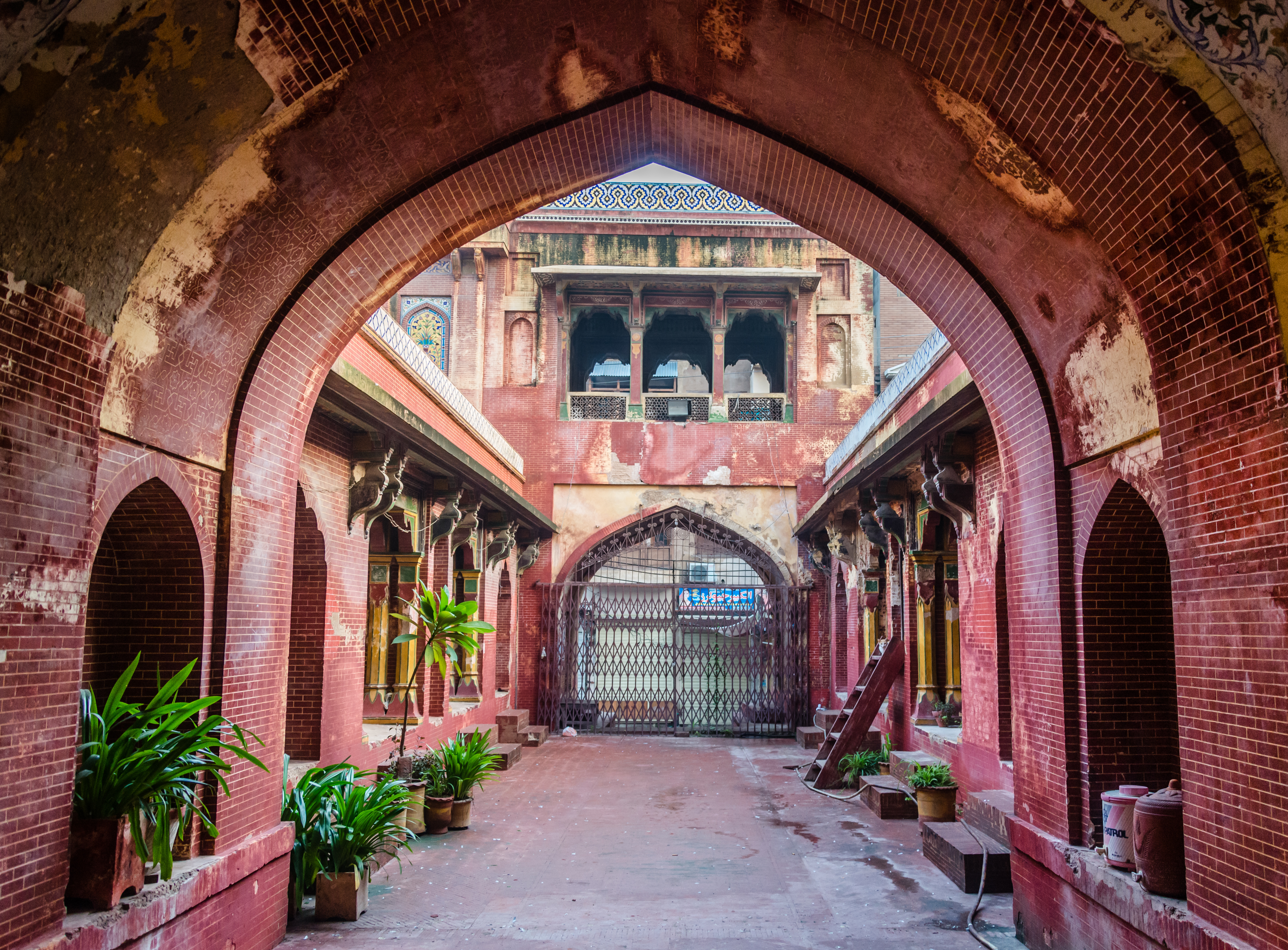
Bazaar-Räume im Innenhof
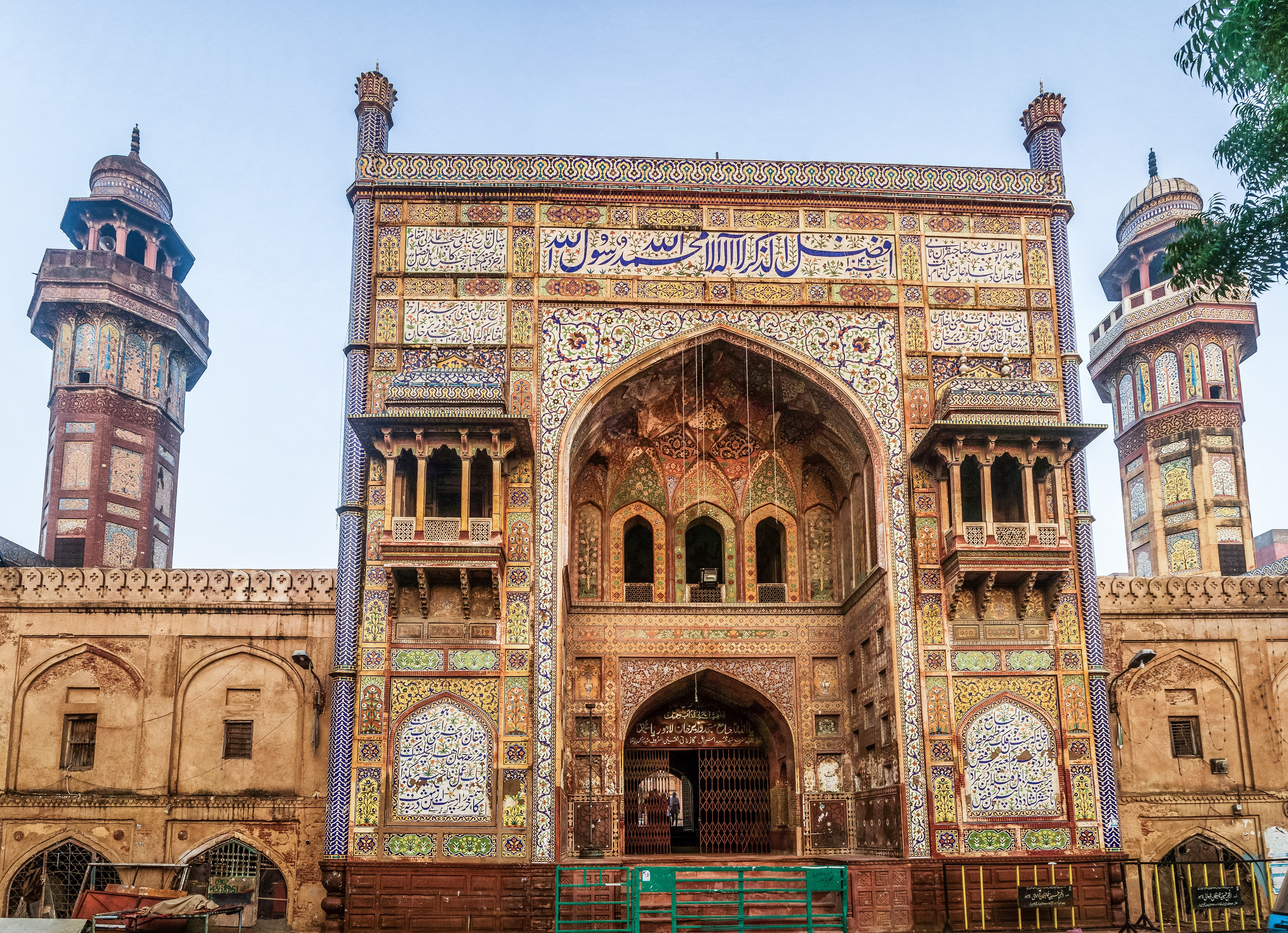
Iwan am Eingang der Moschee
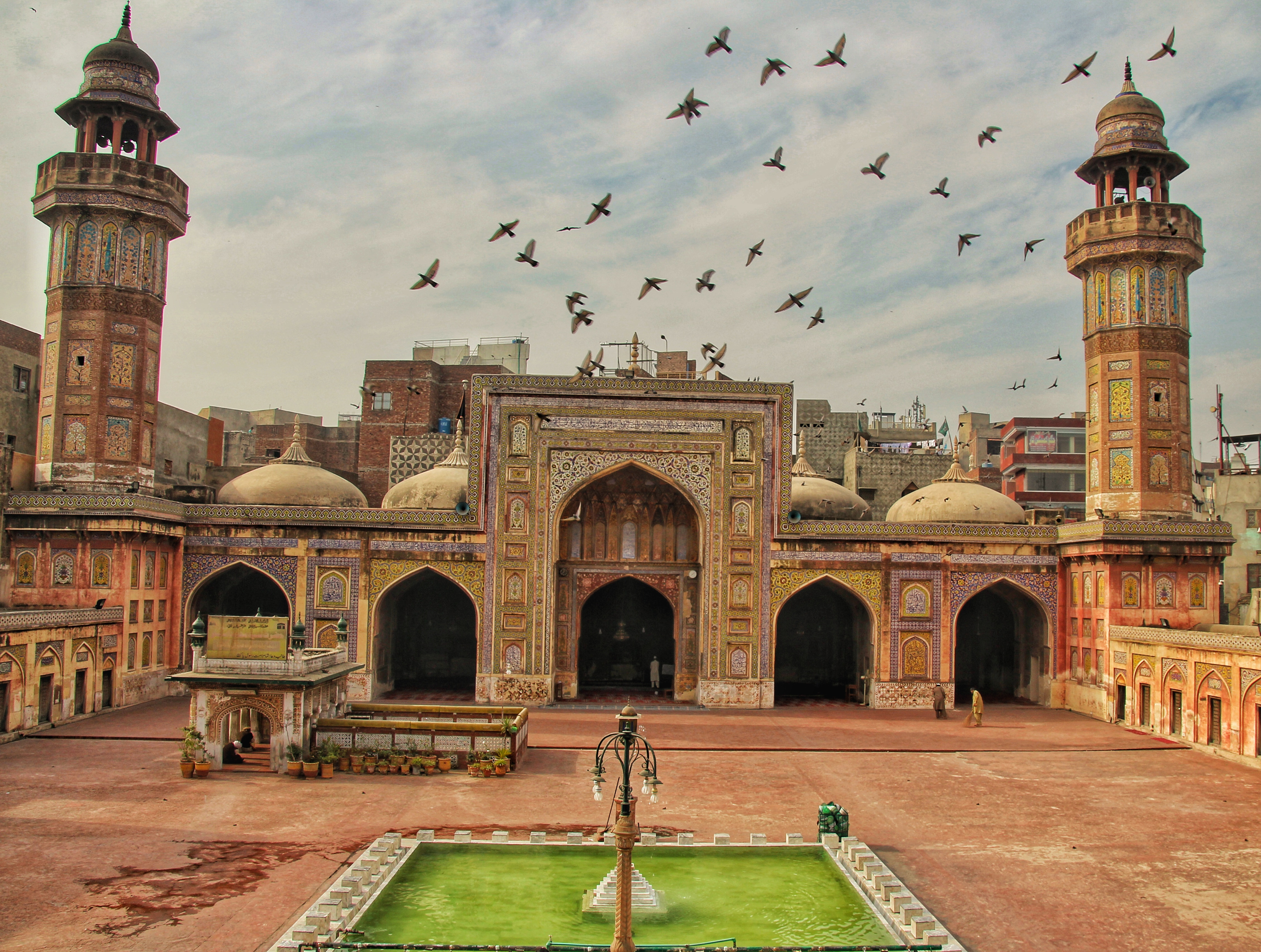
Innenhof
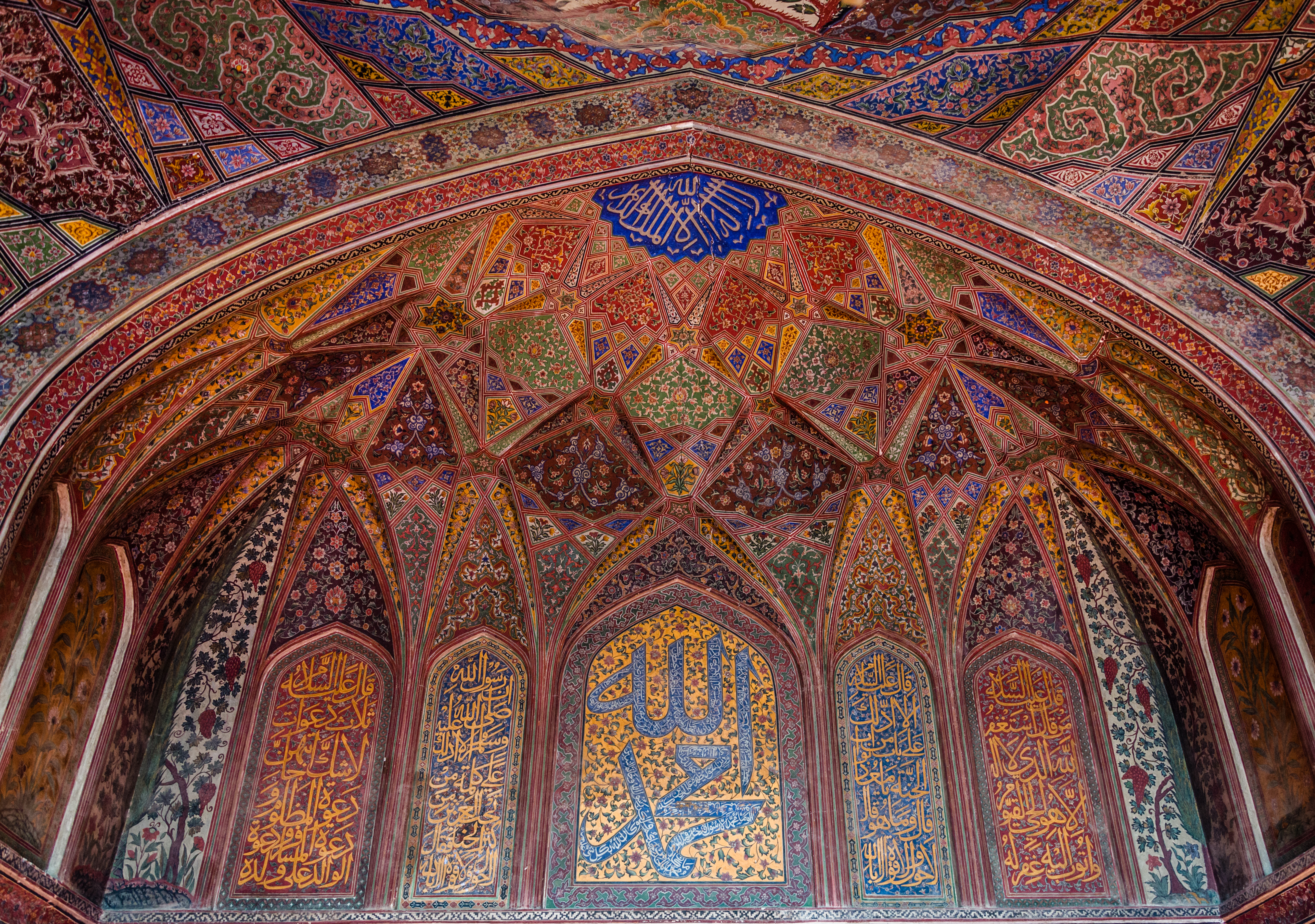
Verzierte Muqarnas
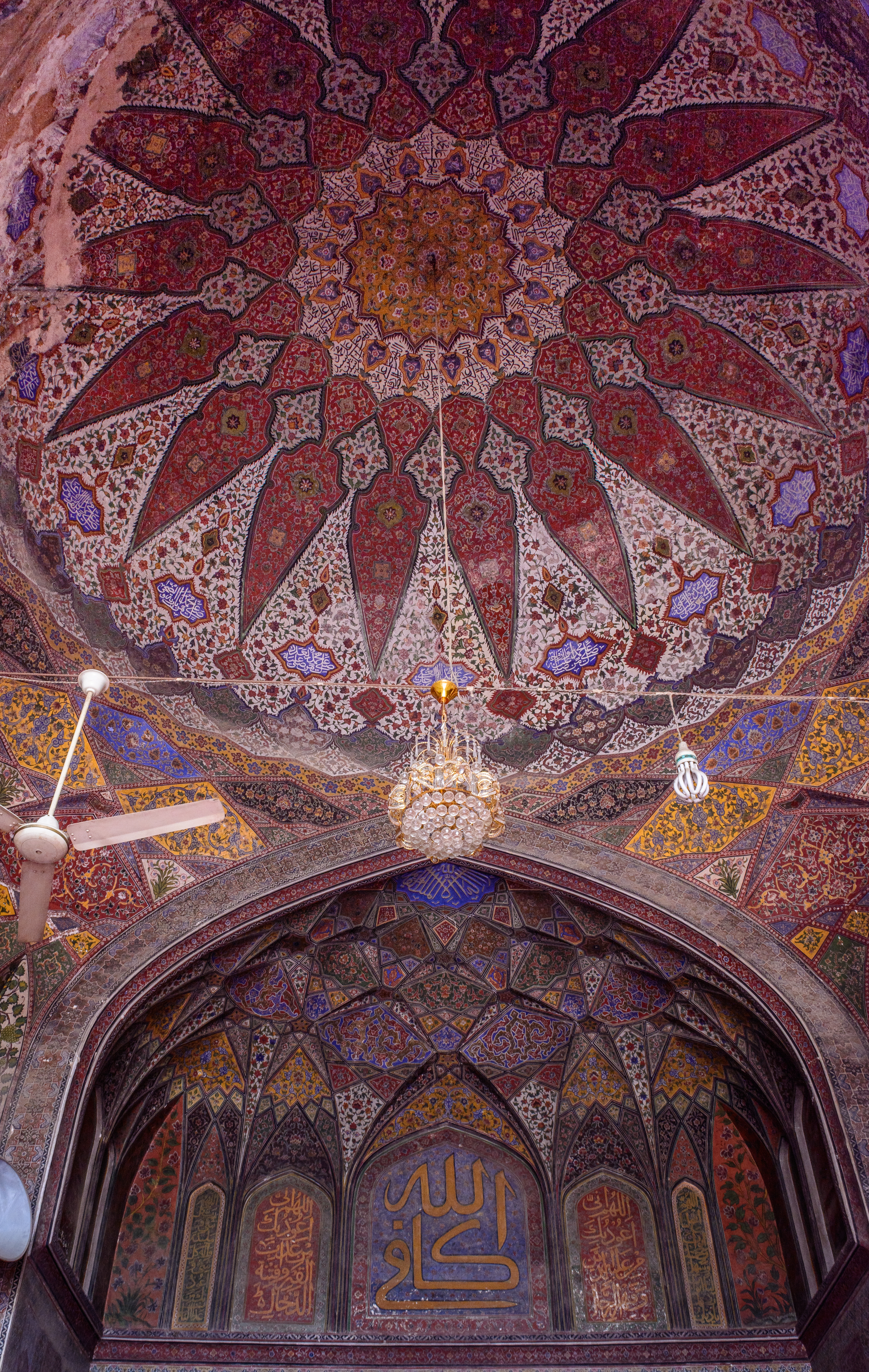
Hauptgebetshalle mit Gewölbe
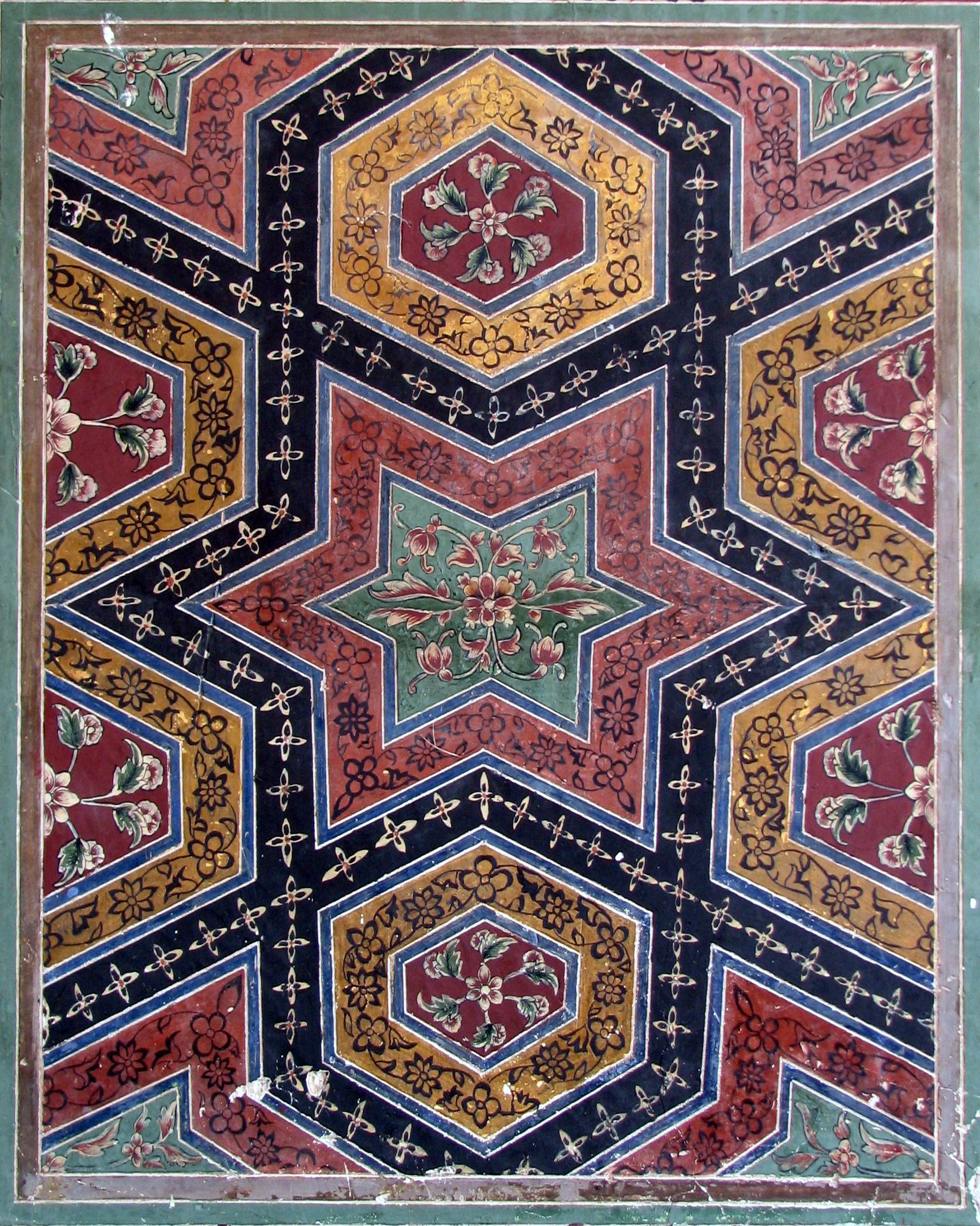
Fresko in der Gebetshalle
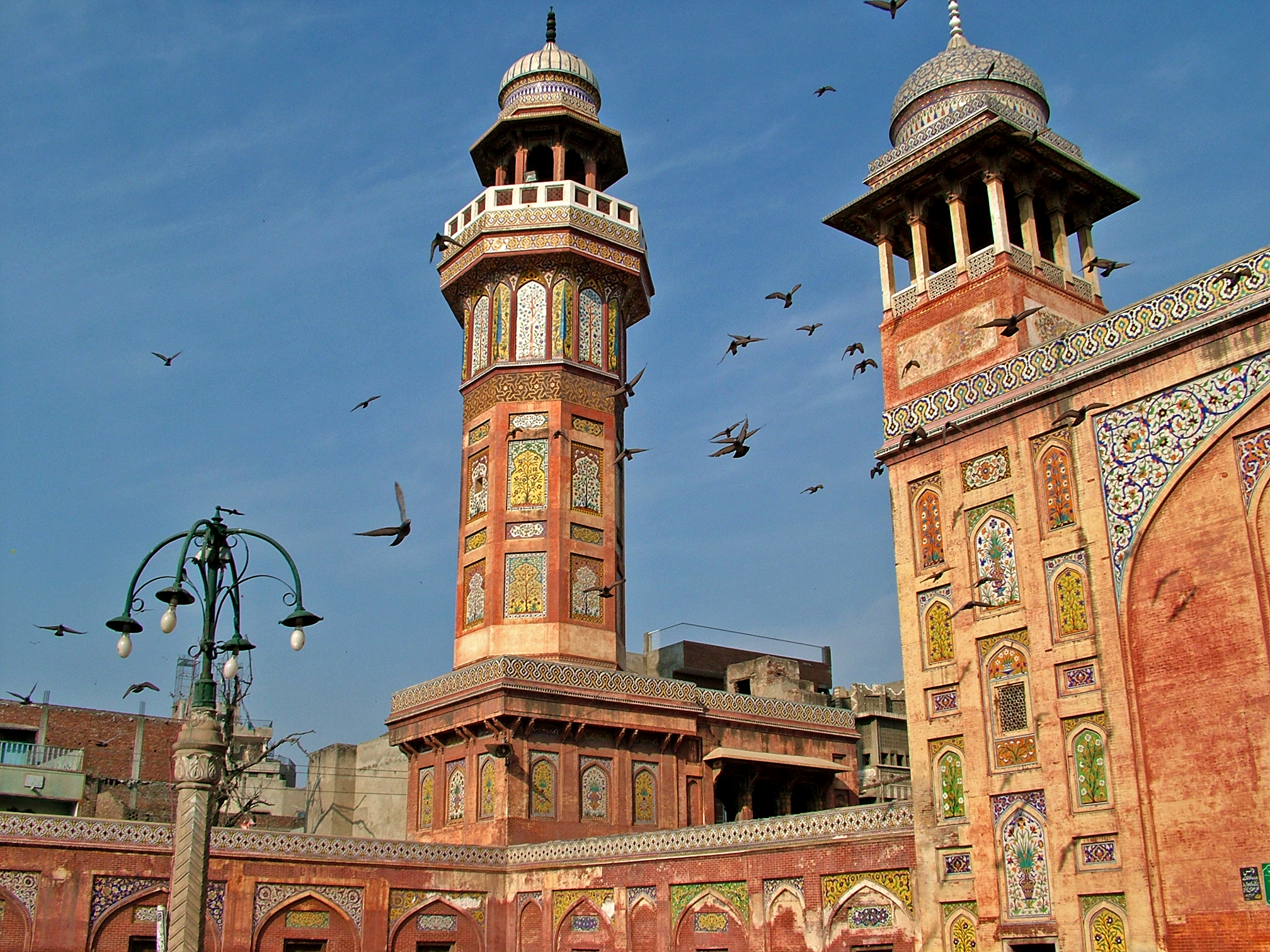
Minarette mit persischer Fliesenverzierung
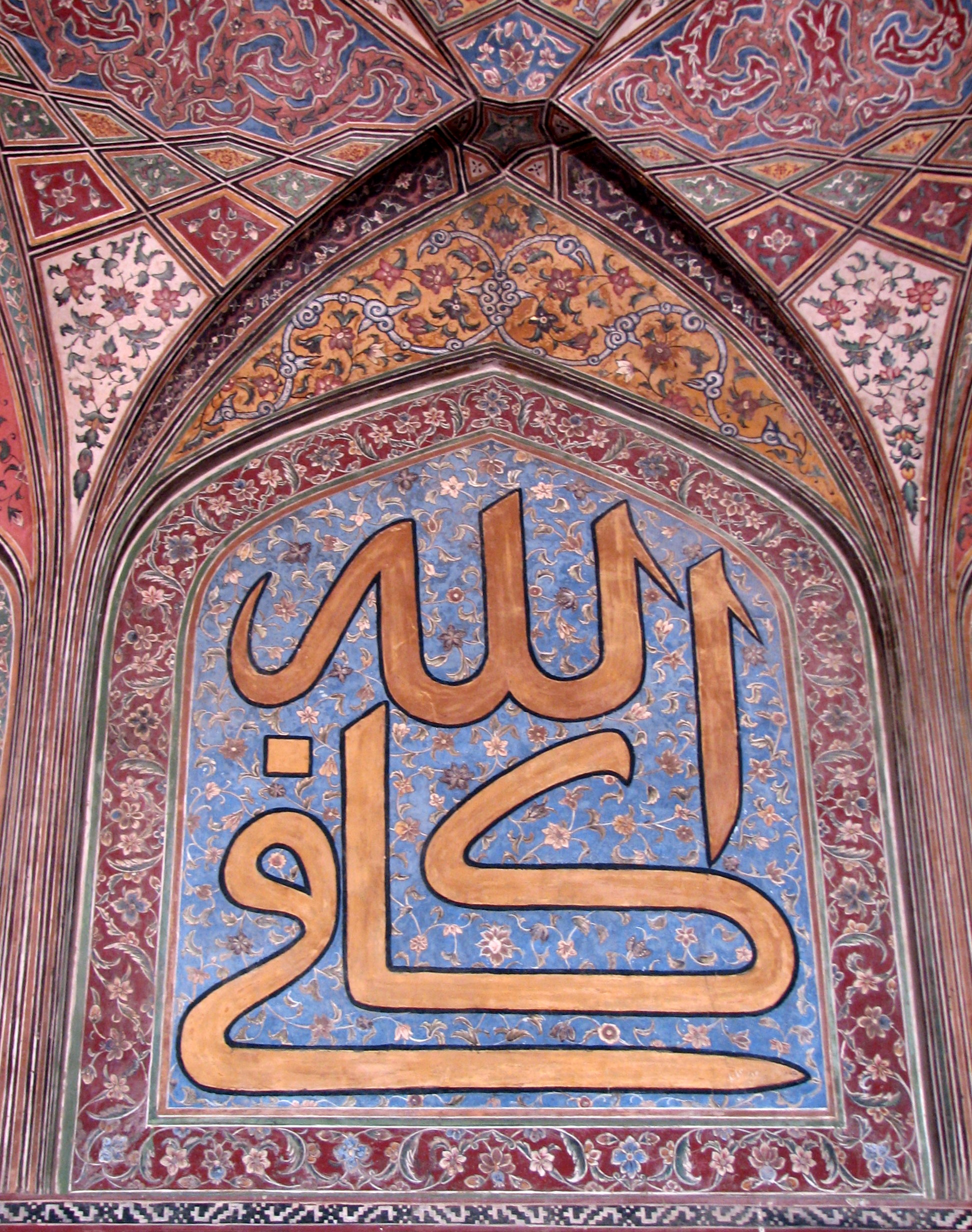
Arabische Kalligrafie